# Neftekhimik Nizjnekamsk
Neftekhimik Nizjnekamsk (russisk: Нефтехимик Нижнекамск) er en professionel ishockeyklub fra Nizjnekamsk i Rusland, etableret i 1968, som siden 2008 har spillet i den Kontinentale Hockey-Liga (KHL). Holdet spiller sine hjemmekampe i Neftekhim Arena, som har en kapacitet på 6.000 tilskuere.